# Lenguas babine-carrier
Las lenguas atabascanas de Columbia británica central o babine-carrier son un grupo de unas nueve lenguas atabascanas que diversos autores suponen es un subgrupo filogenético del grupo atabascano septentrional.

## Comparación léxica
Los numerales en diferentes lenguas atabascanas de Columbia británica central son:
| GLOSA | Witsuwitʼen (Babine) | Dakelh (Carrier S.) | Tsilhqot’in (Chicoltin) | PROTO-BABINE CARRIER |
| ----- | -------------------- | ------------------- | ----------------------- | -------------------- |
| '1'   | ɬq’əy                | iɬo                 | ĩtɬah                   | *ĩλah                |
| '2'   | nek                  | nɑñkhê              | nanki                   | *nanki               |
| '3'   | taq’əy               | tɑki                | tai                     | *taq’i               |
| '4'   | dinc’e               | teñgê               | tei                     | *tink’e              |
| '5'   | kʷəleʔ               | iskunlai/ kwollai   | skwnlai                 | *s-kʷənlai           |
| '6'   | ɟistan               | iɬkotage            | atɬtshante              | **(i)ɬkə-taGi (2x3)  |
| '7'   | diqʼalt’e            | takálte             | uttshatalte             |                      |
| '8'   | q’ədinc’e            | ɬketeñgê            | naketlakul              | *(i)ɬkə-tink’e (2x4) |
| '9'   | ɬq’əjc’e             | iɬo hulerh          | entɬah lakul            | *10-1                |
| '10'  | wənize               | lanezi/ hwonizye    |                         | *hwonize?            |